# VLRA lance missiles SS 11

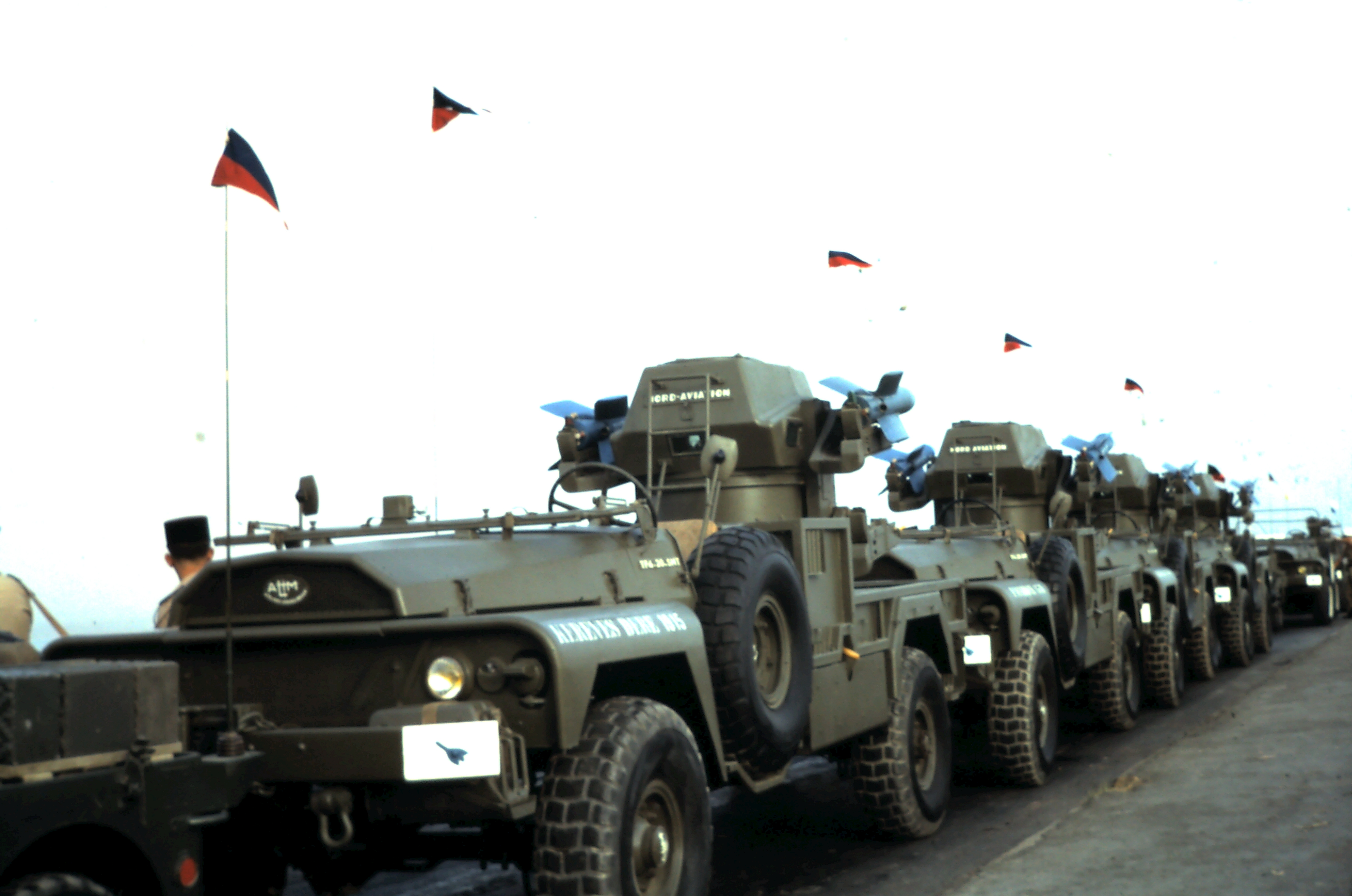
VLRA lance missiles SS 11 prêts pour le défilé du 14 juillet 1971 à Djibouti.

Cinq exemplaires de VLRA (Véhicule Léger de Reconnaissance et d'Appui) lance-missiles SS 11 ont été construits à la fin des années 1960. Il s'agit d'adapter à l'armée de terre française une tourelle lance-missile conçue par la société Nord-Aviation pour la Marine nationale, tourelle qui s'était révélée impropre à une utilisation à la mer.

## Origine
Dans les années 1960, la Marine nationale française teste une tourelle lance-missiles.
Le SS 11 est un missile antichar filoguidé, d'une portée de 3 000 mètres, adopté par l'armée de terre qui l'installe sur AMX-13 et sur hélicoptère Alouette III.
L'idée était d'équiper les patrouilleurs de la Marine de ce type de missiles, avec pour objectif de les tirer sur les superstructures des bateaux adverses, éventuellement de les utiliser contre des cibles à terre. Une tourelle non motorisée, à 4 rampes de lancement, construite par Nord-Aviation fut installée sur la plage arrière du patrouilleur La Combattante, dont le port d'attache était Djibouti. Mais les expérimentations furent décevantes : lorsque le missile quittait sa rampe, il fallait garder la lunette grossissante pointée sur l'objectif pour le guider manuellement à l'aide d'un « manche à balai » (aujourd'hui, on dirait un joystick) jusqu'à ce qu'il arrive sur sa cible. À 3 000 mètres, le temps de vol était d'environ 30 secondes. On s'aperçut très vite que même par faible houle, il était impossible au tireur missile de garder la lunette de la tourelle pointée sur l'objectif, qui sortait du champ de vision en fonction du roulis ou du tangage du patrouilleur.
Six de ces tourelles avaient été construites par Nord-Aviation ; à la suite des mauvais résultats des tests à bord de « La Combattante », on renonça à les donner à la Marine.
L'armée de terre hérita des cinq restantes, et les installa sur la plate-forme de cinq VLRA (véhicules légers de reconnaissance et d'appui fabriqués par les Ateliers Legueux à Meaux, devenus depuis « ACMAT »).

## Historique

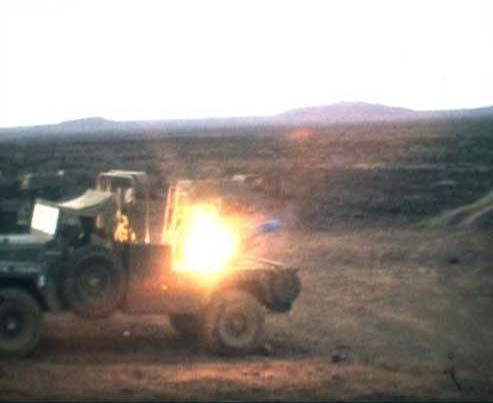
Tir de missile SS 11 au Goubad (30 km au sud-ouest de Djibouti) en 1971

Ces 5 VLRA furent affectés à l'escadron blindé du 5e RIAOM à Djibouti alors Territoire français des Afars et des Issas : à côté des 3 pelotons de chars AMX-13/90 de cette unité, ces VLRA constituèrent un quatrième peloton de combat : un peloton SS 11, dont le premier chef fut le colonel, à l'époque lieutenant, Richard Tissot. Quatre VLRA SS 11, 9 jeeps et 5 camions d'allègement constituaient le parc véhicules de ce peloton, le cinquième VLRA SS 11 étant gardé en maintenance au niveau du Territoire (TFAI) plus précisément au SMB.

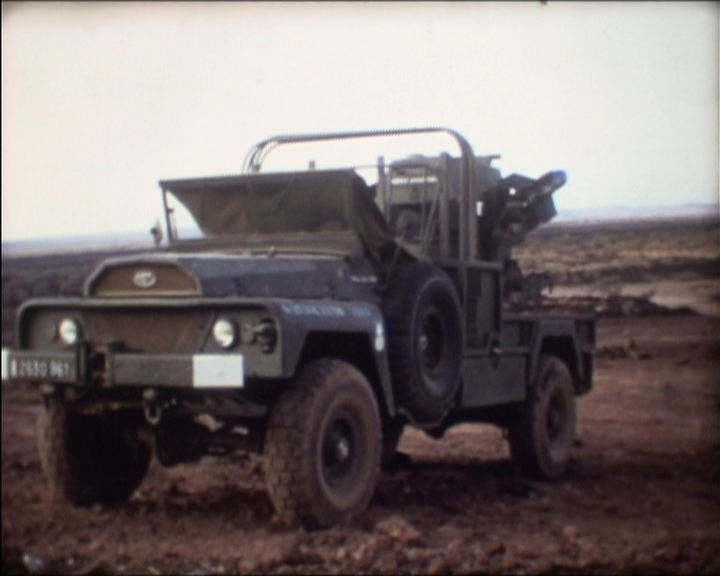
Au Goubad (TFAI) en 1971

L'utilisation tactique de cet engin nécessitait une certaine adaptation : contrairement aux chars AMX-13 SS 11, le tir des missiles ne pouvait pas s'effectuer en présentant l'avant du véhicule face à l'ennemi. La tourelle était orientée vers l'arrière, et l'angle de tir horizontal était assez restreint, pour que le départ du SS 11 ne se fasse pas au-dessus du poste de conduite du VLRA. Il fallait donc installer le véhicule sur la position de tir en présentant l'arrière face à l'ennemi, raison pour laquelle il n'était pas question d'engager ce type d'engin sur le théâtre Centre-Europe, face aux forces du pacte de Varsovie, d'autant que si la tourelle de tir (où ne pouvait se glisser que le tireur missile) était blindée, le reste du véhicule ne l'était pas.
Ces VLRA SS 11 restèrent 5 ans au 5e RIAOM de 1970 à 1975. Ils furent cédés à l'escadron EBR de la 13e DBLE lorsque le 5e RIAOM reçut 3 pelotons d'AMX-13 SS 11 (du même pied que les chars de l'escadron blindé).
L'escadron du 5e RIAOM devint alors, en nombre de chars, le plus important de l'armée française, avec 3 pelotons canons à 5 chars AMX 13-90 (donc 15 chars plus le char de commandement du capitaine) et 3 pelotons SS 11 à 4 chars AMX SS 11, soit 12 chars. Et il y avait au PHR 2 AMX-13/75 qui servaient à l'instruction. Au total, 30 chars.
Les VLRA SS 11 furent retirés du service en 1976.